# Heidi Løke
Heidi Løke (født 12. december 1982) er en norsk håndboldspiller som spiller for Larvik HK . Hun blev topscorer i eliteserien i 2008/09-sæsonen med 216 mål, og hun gentog bedriften i den efterfølgende sæson, denne gang med 204 mål. Hun blev også kåret til Årets Postenligaspiller i både 08/09 og 09/10. Tidligere spillede hun i en årrække for Gjerpen Håndball.
Hun debuterede på den norske landshold mod Ungarn den 7. april 2006, men etablerede sig aldrig på landsholdet før EM-slutrundet i Makedonien i december 2008, hvor hun vandt guld sammen med resten af det norske landshold.
Heidi er ikke den eneste i familien Løke som spiller håndbold. Hun har en bror, Frank Løke der spiller på det norske herrelandshold og hun har også en søster, Lise Løke. Heidi og Lise spillede også sammen i Gjerpen. Både Heidi, Frank og Lise er stregspillere.
Hun har tidligere optrådt for Storhamar HE, Győri ETO KC, Larvik HK, Aalborg DH og Gjerpen IF

## Karriere

### Klubkarriere
Løke blev født i Tønsberg og voksede op i Sandefjord, hvor hun begyndte at spille håndbold i en alder af ti. Hun spillede for IL Runar, Larvik HK, Gjerpen IF og Aalborg DH inden hun igen spillede for Larvik mellem 2008 og 2011. Hun var topscorer i den norske League i 2008/2009 og 2009/2010 sæsoner, og blev valgt årets spiller i liga i både 2008/2009 og i 2009/2010. Hendes klub vandt guldmedaljer i både League og Cup i 2008/2009, og igen i 2009/2010. Med Larvik hun nåede i finalen i EHF Kvinders Pokalvindere i 2008/2009, men vandt en sølvmedalje. Hendes klub nåede semifinalen i EHF Champions League 2009/2010.
Den 29. november 2010 var det rygter om, at hun ville underskrive med top ungarske hold Györi ETO KC, men Løke nægtede at kommentere spekulationer, indtil den kommende EM var forbi.
Få uger senere, den 31. december 2010 blev det meddelt, at Løke havde aftalt en to-års kontrakt med Győr og ville slutte sig til hendes nye klub efter den igangværende sæson var færdig. Som Larvik general manager Bjørn-Gunnar Bruun Hansen afslørede, at de var i forhandlingsteknik samtaler med Løke i et stykke tid, men den fremragende stregspiller fik et tilbud, de kunne simpelthen ikke matche. Kort efter hendes signering med Györ blev Larvik cheftræner Karl Erik Bøhn afskediget fra sit job, på grund af hans rolle i begivenhederne.
Løke har været en del af det succesrige norske landshold siden 2008, og hun har dermed været med til at hente en lang række medaljer, herunder fire EM-guld, et VM-guld samt OL-guld i 2012.
Den 1. marts for 2012 blev Løke kåret som verdens bedste håndboldspiller i anerkendelse af hendes præstationer i 2011 på både klub og internationalt plan.

## Meritter med landsholdet
- Norsk mestre:
  - Vinder: 2001, 2002, 2009, 2010, 2011
- Norge Cup:
  - Vinder: 2009, 2010, 2011
- Nemzeti Bajnokság:
  - Vinder: 2012, 2013, 2014, 2016
- Magyar Kupa:
  - Winner: 2012, 2013, 2014, 2015, 2016
- EHF Champions League:
  - Vinder: 2011, 2013, 2014
  - Finalist: 2012, 2016
  - Semifinalist: 2010
- EHF Cup Winners' Cup:
  - Finalist: 2009
  - Semifinalist: 2006
- Verdensmesterskabet:
  - Vinder: 2011, 2015
  - Bronze: 2009
- Europamesterskabet:
  - Winner: 2008, 2010, 2014
  - Silver Medalist: 2012
- Sommer-OL:
  - Vinder: 2012
  - Bronze: 2016

## Priser og anerkendelse
- Postenligaen topscorer: 2009, 2010, 2011
- Postenligaen Bedste Spiller: 2009, 2010, 2011
- Postenligaen All-Star Stregspiller: 2009, 2010, 2011
- EHF Champions League topscorer: 2011
- All-Star Stregspiller EM: 2010, 2012, [9]2014
- All-Star Stregspiller VM: 2011, 2015
- Verdens bedste håndboldspiller: 2011 (også nomineret til 2012)
- All-Star Stregspiller sommer-OL: 2012, 2016
- All-Star hold ved EHF Champions League: 2015; 2016 [10]